# 由旬
由旬（ゆじゅん、サンスクリット名：ヨージャナ योजन yojana）は、古代インドにおける長さの単位である。踰繕那とも書く。「くびきにつける」の意で、牛に車をつけて1日引かせる行程のこと。 牛にくびきを付けるのが普及したのは、主に牛耕の為なので、一日の田畑の耕しの距離とも考えられる。
古代インドでは度量衡が統一されておらず、厳密に「1ヨージャナは何メートル」とは定義できないが、一般的には約11.3キロメートルから14.5キロメートル前後とされる。また、仏教の由旬はヒンドゥー教のヨージャナの半分とも言われ、仏教の経典のひとつ阿毘達磨倶舎論（倶舎論）の記述などでは普通1由旬を約7 - 8キロメートルと解釈する。 上記のように、仮に牛耕の距離と仮定すると、その距離は大幅に減少して、100m以下の可能性もある。
古くから様々な定義があり、例えば天文学書『アールヤバティーヤ』（en:Aryabhatiya）では「人間の背丈の8,000倍」となっている。他にも「帝王の行軍の1日分」「 牛の鳴き声が聞こえる最も遠い距離の8倍」などの表現がある。 
また、「32,000ハスタ」とする定義もある。ハスタ（hasta）とは本来「手」の意味だが、古代インドでは長さの単位として用いられており、この場合は「肘から中指の先までの長さ」（キュビット）と定義される。以下のように倍量単位が続く。4ハスタが1ダヌ（dhanu「弓」）または1ダンダ（daṇḍa「棒」）、2,000ダヌが1クローシャ（krośa）、2クローシャが1ガヴユーティ（gavyūti）、2ガヴユーティが1ヨージャナ。仮に1ハスタを45センチメートルとした場合、1ヨージャナは14.4キロメートルとなる。 
一方、仏教では1拘盧舎（倶盧舎ともいう。クローシャ。500尋と同じともいわれる。）が1,000弓（ダヌ。4,000ハスタと同じ。倶舎論では500弓〈後述〉）、そして4拘盧舎（倶舎論では8倶盧舎〈後述〉)が1由旬とされている。 
阿毘達磨倶舎論では、物質的量の最小を「極微」とし、7極微（中心に1極微とその前後左右上下に1極微ずつ）を1微、7微を1金塵、7金塵を1水塵、7水塵を1兎毛塵、7兎毛塵を1羊毛塵、7羊毛塵を1牛毛塵、7牛毛塵を1隙遊塵（隙間から差し込む光の中に浮遊して見える塵ほどの粒子の大きさ）、7隙遊塵を1蟣（シラミの卵ほどの粒子の大きさ）、7蟣を1蝨（シラミほどの粒子の大きさ）、7蝨を1麥（麦）、7麥を1指、7指を1節、24指を1肘、4肘を1弓、500弓を1倶盧舎、8倶盧舎を1由旬としている 。
由旬を使ってその大きさが示されているものとしては、須弥山の高さが8万由旬、太陽の直径が51由旬、月の直径が50由旬、大気の層の厚さが160万由旬などがある。ただし、太陽と月は天球上の見かけ上の大きさを示したものであり、実際の大きさは太陽の方が遥かに大きい。